# Albuskgrundet
Albuskgrundet är en ö i Finland. Den ligger i Finska viken och i kommunen Kyrkslätt i den ekonomiska regionen  Helsingfors i landskapet Nyland, i den södra delen av landet.
Öns area är 0,7 hektar och dess största längd är 120 meter i sydväst-nordöstlig riktning.